# Bieruo Zecuo
Bieruo Zecuo (kinesiska: 别若则错) är en sjö i Kina. Den ligger i den autonoma regionen Tibet, i den sydvästra delen av landet, omkring 840 kilometer väster om regionhuvudstaden Lhasa. Bieruo Zecuo ligger 4 402 meter över havet. Arean är 35 kvadratkilometer. Trakten runt Bieruo Zecuo är ofruktbar med lite eller ingen växtlighet. Den sträcker sig 7,0 kilometer i nord-sydlig riktning, och 9,4 kilometer i öst-västlig riktning.
Genomsnittlig årsnederbörd är 223 millimeter. Den regnigaste månaden är augusti, med i genomsnitt 47 mm nederbörd, och den torraste är november, med 1 mm nederbörd.